# Lista över viceguvernörer i Hawaii
Nedan följer en lista över personer som varit viceguvernör i delstaten Hawaii. Hawaii blev delstat i USA 21 augusti 1959. Viceguvernörens ämbete är det näst högsta i Hawaiis regering och Hawaiis konstitution begränsar ämbetsperioden till två fyraåriga mandatperioder.
| Namn                  | Parti      | Ämbetsperiod |
| --------------------- | ---------- | ------------ |
| James Kealoha         | Republikan | 1959-1962    |
| William S. Richardson | Demokrat   | 1962-1966    |
| Thomas Gill           | Demokrat   | 1966-1970    |
| George Ariyoshi       | Demokrat   | 1970-1973    |
| Nelson Doi            | Demokrat   | 1974-1978    |
| Jean King             | Demokrat   | 1978-1982    |
| John Waihee           | Demokrat   | 1982-1986    |
| Ben Cayetano          | Demokrat   | 1986-1994    |
| Mazie Hirono          | Demokrat   | 1994-2002    |
| James Aiona           | Republikan | 2002-2010    |
| Brian Schatz          | Demokrat   | 2010-2012    |
| Shan Tsutsui          | Demokrat   | 2012-2018    |
| Doug Chin             | Demokrat   | 2018-2018    |
| Josh Green            | Demokrat   | 2018-2022    |
| Sylvia Luke           | Demokrat   | 2022-        |